# Dampflokrunde

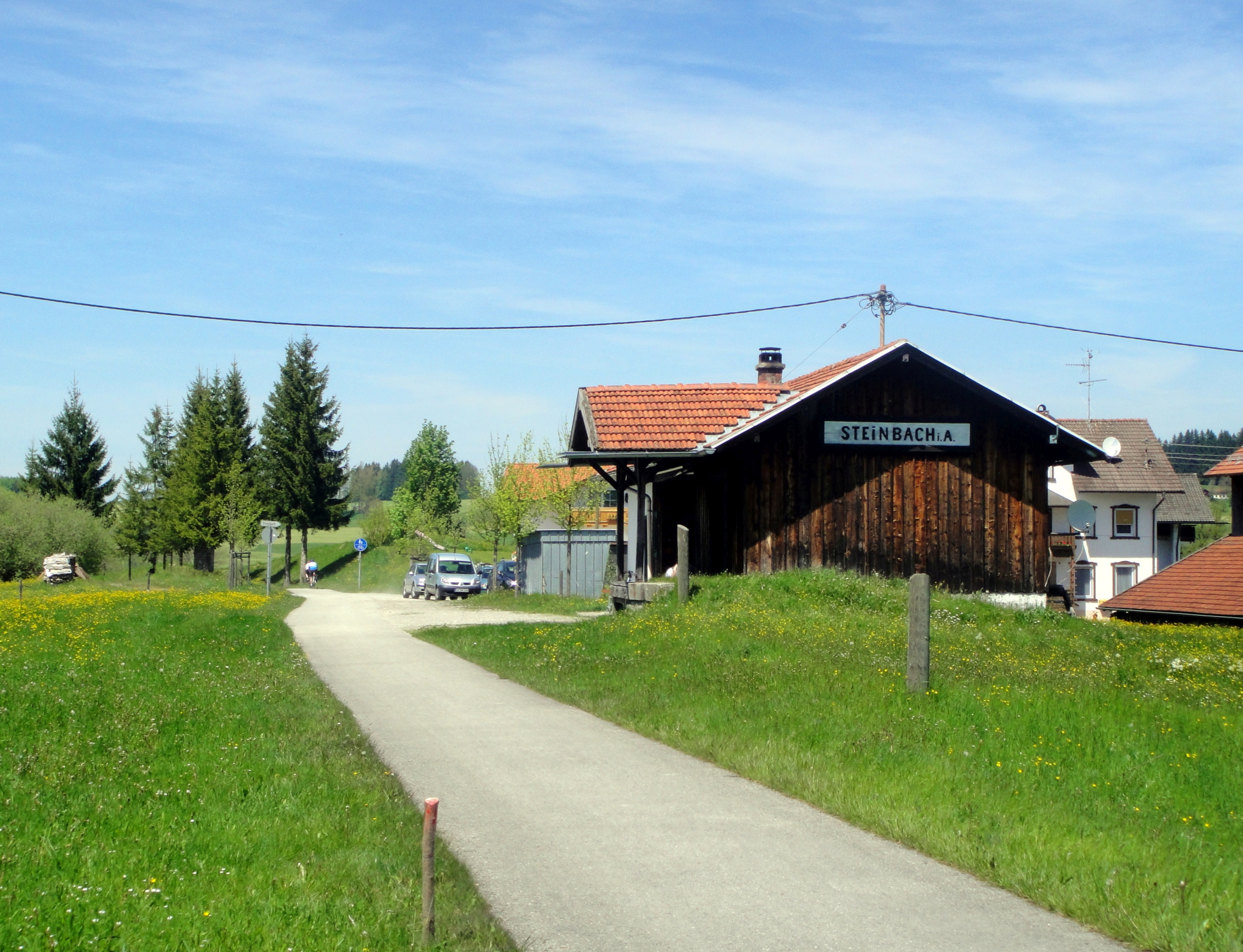
Radweg und ehemalige Bahnstation Steinbach i. Allgäu bei Stötten

Dampflokrunde ist der Name eines etwa 80 Kilometer langen Bahntrassenradweges, der etwa zur Hälfte den  stillgelegten und abgebauten Strecken Kaufbeuren–Schongau sowie Marktoberdorf–Lechbruck folgt. Der Radweg wurde später als eine  Themenroute in die Radreiseregion Schlosspark integriert.

## Streckenverlauf
Die mit einem Dampflokzeichen beschilderte Route stellt einen Rundkurs dar und verläuft durch diese Orte (Abschnitte, die auf ehemaligem Bahndamm verlaufen, sind kursiv dargestellt):
Kaufbeuren – Mauerstetten – Stöttwang-Linden – Osterzell – Bidingen – Ingenried – Burggen – Bernbeuren – Lechbruck – Roßhaupten – Stötten am Auerberg – Marktoberdorf – Biessenhofen – Kaufbeuren.

## Anschluss-Radwege
Bei Roßhaupten hat man Anschluss an die 32 km lange Forggensee-Runde.